# Francisco Gómez Jordana
Francisco Gómez Jordana (Mazarrón, 7 de junio de 1852 - Tetuán, protectorado español de Marruecos, 18 de noviembre de 1918) fue un militar español, alto comisario de España en Marruecos entre 1915 y su muerte en 1918.

## Biografía
Nació en Mazarrón el 7 de junio de 1852.Hijo de Francisco Martín Gómez y Hernández, coronel de Infantería, y de Bernarda Jordana Girona, Iglesias y Voltas; fue bautizado como Francisco Pedro Antonio en la parroquia de San Antonio de Padua de su localidad natal al día siguiente de su nacimiento.
En enero de 1912 fue nombrado nuevamente jefe de Estado Mayor de la Capitanía General de Melilla. En enero de 1913 fue nombrado comandante general de Melilla. Ascendido por mérito de guerra a teniente general, de 9 de julio de 1915, fue nombrado alto comisario de España en Marruecos. Gómez Jordana falleció en Tetuán el 18 de noviembre de 1918, el mismo día que la fecha de una carta suya al conde de Romanones, que se encontró bajo su cuerpo.
Fue padre de Francisco Gómez-Jordana Sousa, que también ocupó el mismo cargo como alto comisario en Marruecos a finales de la década de 1920 y comienzos de 1931. Además de cuñado del Prof. D. José María Bonmatí y Sanz, señor propietario de la Hacienda Calaleña, en el Paraje de el Calaleño entre Mazarrón y Águilas, propietario de la mina la Esperanza en el Cabezo de San Ginés, en Cartagena, maestro, director de escuela, director de la banda municipal, secretario interino del ayuntamiento de Mazarrón y sobrino del héroe del Cantón de Cartagena D. Antonio Bonmatí y Caparrós.